# Kircu
Kircu es un despoblado que actualmente forma parte de los concejos de Heredia, del municipio de Barrundia, y Gaceo del municipio de Iruraiz-Gauna, de la provincia de Álava, País Vasco (España).

## Localización
Estaba situado en las inmediaciones de la Ermita de San Martín de Guircu, que estaba situado, a su vez, en la loma de Guircu.

## Historia
Documentado desde 1025 (Reja de San Millán), estando despoblado en 1257
Actualmente sus tierras son conocidas con el topónimo de San Martín de Girku.